# Jakub Łomacz
Jakub Łomacz (ur. 14 marca 1982 w Ostrołęce) – polski siatkarz, występujący na pozycji przyjmującego. Grał w klubie Płomień Sosnowiec, z którym dwukrotnie zdobył Puchar Polski. Jest synem Lucjana Łomacza i bratem Grzegorza.
Ukończył studia w Akademii Ekonomicznej im. Karola Adamieckiego w Katowicach.
Amatorsko występuje w turniejach siatkówki plażowej w kraju i za granicą.

## Sukcesy
- 2003:  Puchar Polski z Płomieniem Sosnowiec w sezonie 2002/2003
- 2004:  Puchar Polski z Płomieniem Sosnowiec w sezonie 2003/2004